# Batalla de Orzechowo
La Batalla de Orzechowo (en polaco: Bitwa pod Orzechowem; en ruso: Сражение под Ореховом, lit. 'Batalla de Orejóvo') fue un enfrentamiento entre el destacamento ruso del brigadier Aleksandr Vasílievich Suvórov y las fuerzas polacas confederadas de Bar bajo el mando de Casimiro Pulaski el 2 de septiembrejul./ 13 de septiembre de 1769greg..
La batalla se saldó con la victoria rusa, que infringió unas perdidas considerables a la fuerza ligera polaca teniendo en cuenta la diferencia numérica de ambas tropas.

## Contexto
En 1768, la nobleza católica polaco-lituana, descontenta con la gran influencia del Imperio ruso, que lograba la igualación de los derechos de los llamados «disidentes» (no católicos) en la Mancomunidad de Polonia y Lituania, se unió en una konfederacja contra el rey Estanislao Poniatowski, reunida en la ciudad de Bar (Podolia). La Corona rusa apoyó a los oponentes de la confederación, lo que le dio una razón formal para enviar sus tropas al territorio polaco y abrir operaciones militares contra los confederados, si bien ya había destacamentos rusos previamente, pues la influencia se remontaba al reinado de Augusto II.
Suvórov con 2 batallones, un escuadrón del Regimiento de Dragones de Vladímir, 50 cosacos y 2 cañones de campaña fue enviado para reforzar a las tropas rusas estacionadas en Lituania a finales de agosto. Se trasladó con transiciones reforzadas al Voivodato de Brest Litovsk, donde se aseguró de que los confederados no tomaran Brest Litewski, pero partieron de allí por caminos diferentes, y los siguieron dos fuertes destacamentos rusos de Roenne y Drewitz, de 1500 y 2000 soldados. Suvórov, aunque era nuevo aquí, entendió exactamente qué método de acción era apropiado para este tipo de guerra. Considerando necesario mantener Brest como plaza fuerte, dejó allí parte de sus fuerzas para su protección, mientras él mismo - con una compañía de granaderos del Regimiento de Infantería de Suzdal, 36 dragones del Regimiento de Dragones de Vladímir, 50 cosacos y 2 cañones de campaña - Salió de Brest Litewski hacia el sur y caminó toda la noche. En la madrugada del 31 de agostojul./ 11 de septiembre de 1769greg., se encontró con la patrulla de von Roenne (50 carabineros y 30 cosacos bajo el mando del capitán Conde Castelli) y se la anexó:
 

…На дороге взял я с собою Каргопольского ротмистра графа Кастелли с пятьюдесятью карабинерами и казаков до тридцати…
...En el camino llevé conmigo al capitán de Kárgopol, el Conde Castelli, con cincuenta carabineros y hasta treinta cosacos...

El bando polaco, dirigido por los hermanos Pulaski, se encontraba camino de Kobryn, desde donde esperaban alentar la adscripción de los voivodatos de Trakai, Minsk y Vilna, así como la región de Sudovia, a la causa de la konfederacja. La fuerza contaba con milicias voluntarias a caballo, rondando los 2000 soldados de caballería ligera a la que acompañaban 2 piezas de artillería destinadas a fortalecer una plaza fuerte confederada en la zona.
El destacamento de Suvórov contaba ahora con más de 320 personas. Habiendo realizado nuevamente una marcha nocturna de 35 verstas, Suvórov el 2 de septiembre, alrededor del mediodía, se adelantó a los confederados, que ascendían a unos 2000, bajo el mando de los Pulaski, cerca del pueblo de Orzechowo (actual Orejóvo, Bielorrusia), en un remoto bosque y pantanoso, zona cerca del actual lago Orejovski (Bielorrusia). Los confederados, que se encontraban en retirada organizada tras enterarse de los destacamentos de Suvórov y von Roenne, se establecieron a seis kilómetros de Orzechowo, en la zona de Krivno, en un pequeño claro rodeado de pantanos.

## La batalla
Las fuerzas confederadas estaban formadas por milicias a caballo con dos cañones. Los Pulaski desconocían el tamaño total de las fuerzas rusas, así como la distancia a la que se encontraban los posibles refuerzos, por lo que plantearon cargas de retirada. Suvórov los atacó desde la proximidad en ataques continuos, lo que reafirmó la creencia polaca de que la fuerza rusa era más numerosa de lo que realmente era.
Al acercarse al pantano, sobre el cual se arrojaron 3 o 4 líneas de los granaderos del teniente Sájarov se apresuraron hacia los puentes y los guardabosques, girando a derecha e izquierda, abrieron fuego con rifles. Los soldados del Regimiento de Suzdal tuvieron que hacer esta transición bajo fuego de artillería que tronaba desde ambos lados. Aunque la respuesta polaca al sorpresivo avance de los granaderos fue de gran calado (alcanzando incluso una rueda en una caja de carga de los suministros en retaguardia), fue infructuoso en cuanto a detener a los granaderos.
Después de cruzar el pantano, Sajárov alineó la compañía con la retaguardia mirando hacia un denso bosque impenetrable para la caballería. A sus lados, después de limpiar el bosque, el teniente Borísov dispersó a los guardabosques, que abrieron fuego con rifles. Carabineros y dragones siguieron a la infantería al otro lado de la carretera. Los cosacos permanecieron detrás del pantano para asegurar la posición rusa desde la retaguardia y controlar las salidas del bosque.
Dado que los cañones polacos causaron daños bastante importantes, Suvórov, al mando directo de 36 dragones, atacó la batería enemiga, mientras que los carabineros lanzaron simultáneamente un ataque contra la caballería que cubría los cañones. Los confederados, temerosos de perder sus armas, los sacaron de sus posiciones, los llevaron detrás de la línea y luego atacaron a los granaderos desde el frente. La infantería de Suvórov se enfrentó a los polacos con un intenso fuego y los hizo retroceder. Sin embargo, los escuadrones rechazados fueron reemplazados por otros nuevos y el ataque se reanudó, pero nuevamente fracasó. Los confederados atacaron cuatro veces, cada vez con escuadrones de refresco, pero las cuatro veces no tuvieron éxito porque fueron rechazados por los destacamentos regulares de granaderos, exploradores, carabineros y dragones de Suvórov.
Los polacos, nutridos de milicias voluntarias pobremente armadas, sufrieron grandes daños, porque además del fuego de fusil bien dirigido, cada uno de sus ataques fue respondido con metralla, y los escuadrones rechazados fueron perseguidos por los carabineros del Conde Castelli, acribillando a los que alcanzaba en la huida.
Durante la batalla, el propio Castelli se topó con el joven Casimiro Pulaski, llamado a ser el futuro «padre de la caballería estadounidense», pero su hermano mayor, Francisco, acudió en ayuda de Casimiro: con el sable en alto, se abalanzó sobre Castelli, salvó a su hermano a costa de su propia vida, pues tras la carga recibió un disparo de pistola a quemarropa. Fue uno de los mejores líderes de la confederación, un hombre con notables cualidades espirituales, no sólo lo lloraron los polacos, sino que los rusos también lo lamentaron. Sin embargo, Casimiro pudo retirar de la batalla a sus fuerzas de manera organizada.
Hacia el final de la primera fase de la batalla se produjo cierta confusión, a raíz de la cual el capitán Pankratiev, que era el mayor de servicio bajo las órdenes de Suvórov, gritó varias veces: «Estamos aislados». Suvórov lo arrestó inmediatamente, pero en la segunda fase de la batalla le dio a Pankratiev la oportunidad de aclararse y lo mencionó en el informe entre los que se distinguieron.
Llegó la noche y Suvórov decidió acabar con los confederados con un golpe decisivo. Ordenó al intendente del regimiento de Suzdal, Vasíliev, que estaba a cargo de la artillería, que iluminara Orzechowo desde la retaguardia de la posición polaca con granadas. La orden se cumplió y el pueblo fue incendiado. Los polacos ya estaban molestos y avergonzados por el fracaso de los ataques que acababan de realizar, pero ahora su confusión aumentó al ver la aldea ardiendo en la retaguardia. Suvórov aprovechó este momento para un ataque general con bayoneta. La infantería rusa se apresuró a atacar.
 

Сахаров с гренадерами бросился в штыки, а карабинеры на палашах с чрезвычайной стремительностью — и все сшиблись.
Sájarov corrió con los granaderos con bayonetas y los carabineros con espadas con extrema rapidez - Todos fueron derribados.

Los confederados derrotados huyeron a través del pueblo en llamas. La caballería rusa, con una fuerza de menos de 100 sables, corrió tras los que se retiraban y los persiguió durante unas tres millas. Para intimidar aún más a los confederados y obligarlos a huir sin mirar atrás, Suvórov ordenó a la infantería disparar con frecuencia en el bosque. La persecución fue en general bastante costosa para los polacos: 40 prisioneros. Los confederados estaban tan conmocionados que solo una vez durante la retirada decidieron contraatacar y comenzaron a alinearse, pero pronto se dieron la vuelta y se apresuraron más, aunque solo fueron perseguidos por unos diez soldados de caballería liderados por Suvórov. Los restos del grupo enemigo fueron a Chełm.

## Consecuencias de la batalla
En el regimiento de Suzdal, cerca de Orzechowo, murieron 2 cazadores y 2 caballos de artillería. Heridos: el teniente Ditmarn en la mano izquierda de bala, 4 cazadores y 1 artillero. Así, las pérdidas de las tropas rusas fueron insignificantes: 5 personas murieron y 11 resultaron heridas.
Los confederados sufrieron una derrota total, perdiendo entre 200 y 250 soldados entre muertos y heridos, a los que debían sumar los 40 prisioneros de la huida. Los 40 prisioneros fueron ejecutados por la tropa rusa.
Al día siguiente, las fuerzas confederadas debían cruzar el Bug Occidental para reagruparse en Włodawa. Ya en Włodawa, Pulaski recibió la noticia del avistamiento de la fuerza de von Roenne, por lo que decidió marchar más al Norte. La confusión entre los confederados estalló e hizo que alguna sección marchase hacia el Oeste, encontrándose de frente con el destacamento de von Roenne y siendo nuevamente derrotados por la fuerza principal del Regimiento de Carabineros de Kárgopol en la batalla de Łomazy.
Así describe Suvórov sus impresiones sobre la batalla en un informe a Weimarn:
 

…Сегодняшняя победа среди бело дня весьма хороша, было их маршалков, сказывают, семь и смелый молодой Пулавский был от смерти у господина Кастелли на четырёх шагах. У моих пехотных офицеров много перестреляно лошадей, скорость нашей атаки была чрезвычайная. Казаки плохи, едва видел ли их одного… Хотя все прочее войско с храбростью достойное российского имени поступало.
...La victoria de hoy a plena luz del día es muy buena, dicen que eran siete sus mariscales, y el joven y valiente Pulaski estuvo a cuatro pasos de la muerte junto al señor Castelli. Mis oficiales de infantería dispararon a muchos caballos, la velocidad de nuestro ataque fue extraordinaria. Los cosacos son malos, apenas he visto a uno de ellos... Aunque todas las demás tropas llegaron con una valentía digna del nombre ruso.

Ante el avance conjunto de Roenne y Suvórov hacia Włodawa, las fuerzas polacas acabaron por dispersarse para prevenir su derrota total.
El 21 de agostojul./ 1 de septiembre de 1770greg., por decisión del Comité, se le concedió la Orden de San Jorge, de tercer grado. El 1 de septiembrejul./ 12 de septiembre de 1770greg. Suvórov recibió el rango de mayor general y la Orden de Santa Ana, por esta batalla. El 30 de septiembre de 1770, el teniente Sájarov recibió la Orden de San Jorge de cuarto grado.